# Michael Gullbrandson
Michael Gullbrandson (med signaturen MiG) är en illustratör född 1973 i Göteborg.

## Biografi
Michael Gullbrandson har tecknat hela livet. Det stora intresset tog fart när han började teckna av olika superhjältar. 1990 fick han sitt första riktiga illustrationsjobb, äventyret Enhörningshornet till rollspelet Drakar och Demoner. Sedan dess har han illustrerat en rad olika rollspelprodukter som frilansande illustratör för olika företag och utöver detta gjort en mängd andra illustrationsjobb och omslagsarbeten.

## Arbeten, urval
- Noir (2006)
- Krilloan (1991)
- Enhörningshornet (1990)